# Гест, Ирен
Ирен Мэй Гест (англ. Irene May Guest, в замужестве Луг, англ. Loog; 22 июля 1900, Филадельфия, Пенсильвания — 14 июня 1970, Ошен-Гейт, Нью-Джерси) — американская пловчиха, чемпионка летних Олимпийских игр 1920 года в эстафете 4×100 метров вольным стилем в составе сборной США, серебряный призёр на дистанции 100 м вольным стилем.

## Биография
Ирен Мэй Гест родилась в 1900 году в Филадельфии. На летних Олимпийских играх 1920 года 19-летняя Гест  победила в эстафете 4×100 метров вольным стилем в составе сборной США, также установив новый мировой рекорд, и завоевала серебряную медаль в плавании 100 м вольным стилем, уступив соотечественнице Этельде Блейбтрей.
Ирен Луг скончалась в 1970 году на 70-м году жизни. В 1990 году она была посмертно включена в Зал Славы мирового плавания.